# Luis Casimiro
Luis Casimiro Palomo Cárdenas (Villamayor de Calatrava, Ciudad Real, 21 de junio de 1960) conocido como Luis Casimiro es un entrenador de baloncesto español con una corta trayectoria anterior como jugador. Actualmente es entrenador del CB Breogán de la Liga Endesa.

## Biografía
Como jugador tuvo una corta trayectoria, jugando en los equipos "Escuela Ramón y Cajal de Puertollano" y "C.B. Puertollano". Su carrera como entrenador empezó en el C.B. Puertollano, en la temporada 89-90, y su carrera alcanzó su mayor éxito en la temporada 97-98 como entrenador del TDK Manresa, en la que este club consiguió su único campeonato de liga. 
En 2008 se le relacionó con la selección española de baloncesto como sustituto de Pepu Hernández tras la destitución de éste por parte de la Federación Española de Baloncesto pero finalmente, no fue nombrado entrenador. 
Finalmente en julio de 2008 es nombrado entrenador del Estudiantes permaneciendo tres temporadas completas hasta junio de 2011 cuando deja el club colegial.
Un mes más tarde se anunció su fichaje por el Blancos de Rueda Valladolid, club al que ya había dirigido con anterioridad en la temporada 2002/03.
El 30 de enero de 2012, el Blancos de Rueda Valladolid lo destituye de su cargo como primer entrenador del equipo. El 21 de marzo de 2012, se confirma como nuevo técnico de Unicaja Málaga sustituyendo al cesado Chus Mateo con el objetivo de reconducir la difícil situación del conjunto andaluz y clasificarlo para Play-Off.
En marzo de 2014 se convierte en técnico del Baloncesto Fuenlabrada sustituyendo de nuevo a Chus Mateo, en la que fue su segunda etapa a cargo del club naranja después de entrenarlo entre 2004 y 2008 y lograr el ascenso a Liga ACB. 
En enero de 2015 es destituido como entrenador del Baloncesto Fuenlabrada y 24 días después se incorpora al Real Betis Baloncesto. La siguiente temporada continúa un año más en Sevilla.
Para la temporada 2016-17 se incorporó al Herbalife Gran Canaria.
Durante la temporada 2017-18 dirige su partido número 600 en ACB, siendo el cuarto entrenador con más partidos después de Aito García Reneses, Pedro Martínez, Manel Comas.
El 20 de enero de 2021, el técnico manchego es despedido del Unicaja Málaga de la Liga Endesa, tras tres temporadas en el cargo.
El 17 de abril de 2021, se convierte en entrenador del Casademont Zaragoza de la Liga Endesa, tras la marcha por motivos personales del técnico argentino Sergio Hernández. Con el equipo zaragozano logra la medalla de bronce en la Basketball Champions League, mejor posición en competición europea en la historia del equipo aragonés.
El 8 de julio de 2021, firma por el Promitheas Patras B.C. de la liga griega A1 Ethniki.
El 5 de noviembre de 2021, es destituido como entrenador del Promitheas Patras B.C., pese a ir segundo en la liga griega A1 Ethniki con un balance de cuatro victorias y una derrota.
El 19 de noviembre de 2021, tras la marcha de Joan Plaza, se confirma su regreso al Real Betis Baloncesto de la Liga Endesa. El 30 de junio de 2023 se anuncia que no continuará como entrenador del Real Betis Baloncesto.
El 4 de diciembre de 2024, firma como entrenador del CB Breogán de la Liga Endesa.

## Trayectoria como jugador
- Escuela Ramón y Cajal de Puertollano
- C. Amigos Baloncesto Puertollano
- C.B. Puertollano
- Amigos Alysol Almería

## Trayectoria como entrenador
- ¿?: Entrenador del C.B. Puertollano.
- ¿?: Entrenador del C.B. Almodóvar del Campo.
- 1990-1992: Entrenador del C.B. Don Benito.
- 1992-93: C.B. Don Benito y Club Baloncesto Breogán; debut en la ACB al incorporarse al Breogán como segundo entrenador a las órdenes de Ricardo Hevia.
- 1993-94: Nou Basket Gandia (Primera División).
- 1994-95: Etosa Alicante (Liga EBA).
- 1995-96: Club Baloncesto Salamanca; segundo entrenador ayudante de Pedro Martínez. (Liga Endesa)
- 1996-97: Gijón Baloncesto (LEB).
- 1997-99: TDK Manresa
- 1999-00: Cáceres Club Baloncesto
- 2000-02: Pamesa Valencia.
- 2002-03: Forum Valladolid
- 2003-04: Etosa Alicante. El 1-12-2003 es cesado y sustituido por Alfredo García, su entrenador ayudante, hasta la llegada de Trifón Poch. El 5-12-2003 es dado de baja oficialmente.
- 2004-05: Baloncesto Fuenlabrada (LEB). para el que consigue el título de la liga LEB y el ascenso a la ACB.[14]
- 2005-08: Alta Gestión Fuenlabrada (Liga Endesa).
- 2008-11: Club Baloncesto Estudiantes (Liga Endesa).
- 2011-12: Blancos de Rueda Valladolid (Liga Endesa). Destituido después de la Jornada 18 de la Liga Endesa.
- 2011-12: Unicaja Málaga (Liga Endesa). Contratado en la jornada 26.
- 2014-15: Baloncesto Fuenlabrada (ACB). Contratado en la jornada 20 de la Liga 2013-14. Destituido en la jornada 15 de la liga 2014-15.
- 2015-16: Real Betis Baloncesto (Liga Endesa)
- 2016-18: CB Gran Canaria (Liga Endesa)
- 2018-21: Unicaja Málaga (Liga Endesa)
- 2021 Casademont Zaragoza (Liga Endesa)
- 2021 Promitheas Patras B.C. (A1 Ethniki)
- 2021-23. Real Betis Baloncesto (Liga Endesa)
- 2024-actualidad CB Breogán  (Liga Endesa)

## Palmarés como entrenador
- Campeón de la Liga ACB con el TDK Manresa en la temporada 1997-98
- Subcampeón de la Copa Saporta con el Pamesa Valencia en la temporada 2001-02
- Campeón de la Liga LEB en la temporada 2004/05, con el Fuenlabrada
- Campeón de la Copa del Príncipe 2005, con el Fuenlabrada
- Campeón de la Supercopa de España 2016, con el Herbalife Gran Canaria
- Medalla de Bronce Final 8 Nizhny Novgorod (Basketball Champions League) con Zaragoza en la temporada 2020-21

## Distinciones individuales
- Nombrado Mejor Entrenador del Año en la temporada 1997-98 por la ACEB.
- Nombrado Mejor Entrenador de la temporada 1997-98 por la revista "Gigantes del Basket".
- Nombrado Mejor Entrenador del Año en la temporada 1997-98 por la Asociación Española de Entrenadores de Baloncesto. (AEEB)
- El 19-09-99 recibe la Insignia de Oro del Bàsquet Manresa en reconocimiento a la labor desarrollada en el club en su etapa como entrenador.
- En 2008 el Ayuntamiento de Puertollano da el nombre "Luis Casimiro Palomo" a un pabellón polideportivo de la ciudad.[15]
- En 2009 el Ayuntamiento de Puertollano lo nombra “Caballero de la Orden del Santo Voto”
- En 2023 nombrado Hijo Predilecto de Castilla-La Mancha

## Miscelánea
- A fecha de 2008, es el único entrenador que ha ganado las ligas ACB y LEB.[16]
- Poseedor del título de monitor polideportivo, trabajó como funcionario en el área de Deportes del Ayuntamiento de Puertollano.
- Entrenador en el campeonato ACB All Star de Murcia-98.
- En el verano de 1995 dirigió al Baloncesto León en las Ligas de Verano de Alcoy y Fuenlabrada.